# Божичен
Божѝчен е село в Северна България. То се намира в община Иваново, област Русе.

## География
Селото е разположено на около 19 км южно от град Русе, в красива местност, заобиколена от скали и през която преминава река Русенски Лом.
Спирка на железопътната линия Русе – Горна Оряховица, на около 5 – 6 минути от железопътна гара Иваново по пътя за Русе.

## Население
Динамика на населението:
Преобладават възрастните жители, но има и много нови съвременни къщи, в които се ползват постоянно, а други се ползват за вили.

## Забележителности
Екопътека с въжен мост над реката и панорамна гледка към скалите.

## Читалище
Читалището е създадено е през 1927 година и носи името на поета Петко Рачев Славейков. Регистрирано е под №956 в Министерството на културата.